# Phoque II
Phoque II est une sculpture de Constantin Brâncuși réalisée en 1943 et présentée au musée national d'Art moderne du centre Georges-Pompidou à Paris. 
Elle est y exposée dans la collection permanente d'art moderne (salle 7, 5e étage), au milieu d'œuvres de Fernand Léger et d'Henri Laurens.

## Historique
Créée en 1943, la sculpture a été achetée par le musée national d'Art moderne en 1947. 

## Description
Phoque II se compose d'une pièce en marbre bleu turquin, posée en équilibre sur un socle en pierre de forme circulaire. Ses dimensions sont de 110,5 x 121,5  x 34 cm.
Phoque II est la seconde version de Le Miracle, œuvre commencée à la fin des années 1920. Tout comme pour Le Miracle, son socle est monté sur roulement à billes permettant de faire tourner la sculpture sur elle-même à l'aide d'un bâton de bois. Aujourd'hui, l’œuvre est statique dans un souci de conservation mais le dispositif se matérialise toujours par le trou visible à l'arrière du socle en pierre.
Il existe une reproduction de cette œuvre dans un tirage en plâtre présenté dans l'Atelier Brancusi.
Phoque II fait partie de la série Animalia créée sur une période de 33 ans de 1912 à 1945, et composée de :
- 1912, Trois Pingouins - Philadelphia Museum of Art
- 1914, Deux Pingouins - The Art Institute of Chicago
- 1920, Léda en marbre - The Art Institute of Chicago
- 1922, Poisson en marbre - Philadelphia Museum of Art
- 1924, Poisson en bronze poli - collection privée
- 1924-1925 Léda en bronze - musée national d'Art moderne, Paris (Atelier Brancusi)
- 1924-1926, Poisson en bronze - collections privées
- 1924-1936, Phoque en marbre blanc intitulé Miracle - musée national d'Art moderne, Paris
- 1925, Oiselet en marbre d'une teinte jaunâtre - collection privée
- 1928, Oiselet en bronze poli - Museum of Modern Art, New York
- 1930, Poisson en marbre - Museum of Modern Art, New York
- 1930 Bête Nocturne - musée national d'Art moderne, Paris (Atelier Brancusi)
- 1940-1945, la Tortue Volante - Guggenheim Museum, New York. C'est la dernière forme créée par Brancusi[6]
- 1943, Phoque II en marbre gris - musée national d'Art moderne, Paris
- 1943, La Tortue en bois - musée national d'Art moderne, Paris

## Analyse de l’œuvre
Comme le rappelle Friedrich Teja Bach, « Brancusi tient compte des qualités spécifiques des matériaux. Ainsi pour le marbre, il s'inspire de la structure des veines » 
À propos de l'épuration des formes, Brancusi disait : "Quand vous voyez un poisson, vous ne pensez pas à ses écailles, vous pensez à la vitesse de son mouvement, à son corps étincelant et flottant vu à travers l'eau. Eh bien, voilà ce que j'ai voulu exprimer. Si j'avais rendu ses nageoires, ses yeux et ses écailles, j'aurais arrêté son mouvement et j'aurais obtenu un simple "échantillon" de la réalité. Moi, j'ai voulu saisir l'étincelle de son esprit." 